# Alt St. Thomas (Houverath)

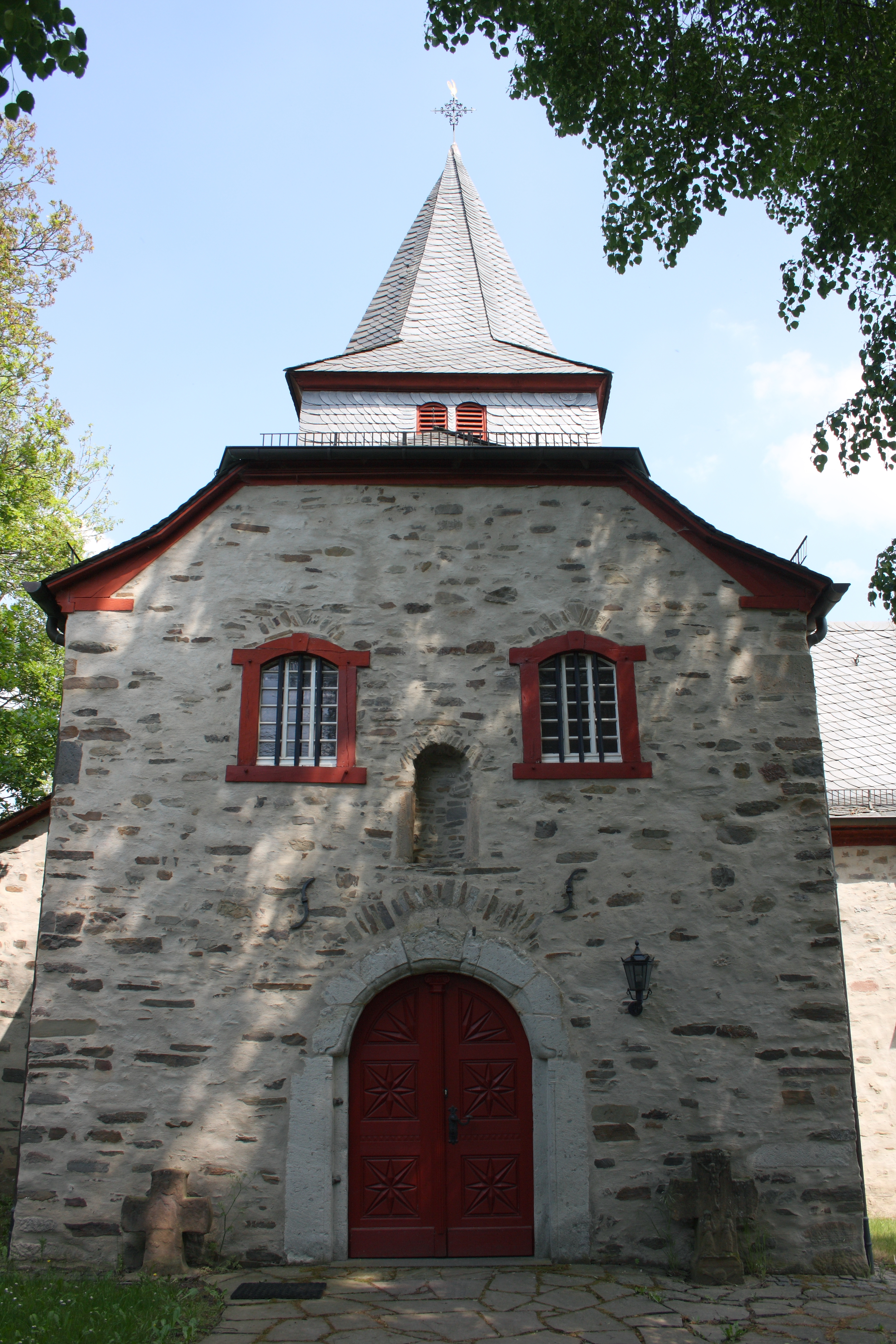
Alt St. Thomas

Die ehemalige Pfarrkirche St. Thomas ist ein denkmalgeschütztes Kirchengebäude in Houverath, einem Ortsteil von Bad Münstereifel im Kreis Euskirchen (Nordrhein-Westfalen).

## Lage
Das Gotteshaus liegt etwa 375 Meter östlich der heutigen Pfarrkirche St. Thomas, außerhalb des eigentlichen Ortskerns und südlich der Verbindungsstraße zu dem Nachbarort Eichen. Sie ist umgeben von dem mittlerweile aufgelassenen alten Friedhof der Pfarrei und liegt nur wenig höher als der das Areal umfließende Houverather Bach. Diese Lage sorgte bis in die 1860er Jahre wiederholt für Wasserschäden und größere Feuchtigkeit im Mauerwerk.
Das gesamte Kirchengrundstück umfasst 20,10 Ar, wobei die Kirche über eine Raumfläche von 160 Quadratmeter verfügt, und der Raum für die Gläubigen 143 Quadratmeter umfasst.

## Geschichte
Bereits zu Beginn des 14. Jahrhunderts wird im liber valoris eine Houverather Pfarrkirche erwähnt. Ursprünglich soll die Kirche eine Muttergotteskirche gewesen sein, die den Namen „Maria-Heimsuchung“ trug. Im Jahr 1613 wurde sie aber dann dem Apostel Thomas geweiht. Die Verehrung des Apostels muss aber bis in die Zeit der Entstehung der Kirche in ihrer heutigen Form zurückreichen, wie die Thomasglocke aus dem Jahr 1495 belegt. Der im Kern romanische Bau wurde in dieser Zeit zu einer dreischiffigen Anlage umgebaut. Doch scheint in der Folge wenig Geld zur Unterhaltung des Hauses aufgewandt worden zu sein, erklärte doch bereits 1688 Graf Salentin Ernst von Manderscheid-Blankenheim, die Familie hatte bis 1794 das Patronat über die Pfarre, die Kirche für baufällig. 1764 kommt es zu einer ersten Restaurierung und Erweiterung nach Westen, in den 1860er Jahren wurde dann der Bodenbelag erneuert und höher gelegt um den Wassereinbruch zu unterbinden. Mit der Konsekration der nach Entwürfen des Bonner Architekten Jakob Stumpf errichteten neuen Kirche St. Thomas verlor der Bau im Jahre 1913 seine Bedeutung als Pfarrkirche. Während des Ersten Weltkriegs kam es zu Beschädigungen, die erst 1935 grundlegend behoben wurden. Gleichzeitig wurde auch der Friedhof nochmals erweitert und mit einer neuen Einfassungsmauer versehen. Die letzten Arbeiten erfolgten in den Jahren 1969 bis 1971 als das Innere einen neuen Anstrich erhielt.

## Pfarrgeschichte
Die spätestens im 15. Jahrhundert selbständig gewordene Pfarrei St. Thomas gehört zuvor zum einen Teil zu Kirchsahr und zum anderen zu Mutscheid. Zu ihr gehörten auch die umliegenden Orte Limbach, Wald, Scheuren, Maulbach, Eichen, Lanzerath und das Forsthaus Scheuerheck. Scheuren und Wald verfügen dabei noch über eigene Kapellen. 1966 zählte die Pfarrei 1051 Mitglieder. Seit dem 1. Januar 2008 ist sie Teil des „Katholischen Seelsorgebereichs Bad Münstereifel“, der das heutige Stadtgebiet umfasst.

## Glocken
Die ursprünglich drei Glocken wurden im Jahr 1913 bei Fertigstellung der neuen Pfarrkirche in diese überführt. Von diesen wurden die zwei jüngeren, 1859 gegossenen (Marien- und Michaelsglocke), 1917 zur Rohstoffbeschaffung während des Ersten Weltkriegs eingeschmolzen. Erhalten ist die 1495 gegossene Glocke mit der Inschrift: „+ IHESUS . MARIA . JOHANNES . SANCTUS . THOMAS . HEISCEN . ICH . CLAIS . RICHAR . GOUS . MICH . ANNO . DOMINI . M CCCCXCV.“

## Architektur
Der im Kern romanische Saalbau mit einem eingezogenen Rechteckchor wurde im 15. Jahrhundert zu einer dreischiffigen Anlage mit quergestellten Giebeln über dem kreuzrippengewölbten Südschiff erweitert. Bei der Renovierung im Jahr 1764 wurde der verschieferte Dachreiter aufgesetzt, eine Vorhalle mit Rundbogenportal errichtet und die Segmentbogenfenster eingebrochen.